# Melolonthoides rotschildi
Melolonthoides rotschildi är en skalbaggsart som beskrevs av Dewailly 1950. Melolonthoides rotschildi ingår i släktet Melolonthoides och familjen Melolonthidae. Inga underarter finns listade i Catalogue of Life.